# キャビア (企業)
株式会社キャビア（英: cavia inc.）は、かつて存在した日本のゲーム会社。

## 概要
2002年2月、徳間書店、東北新社、日本テレビ放送網、エフエム東京、三菱商事、アミューズキャピタルの6社の出資により設立。設立時の代表取締役は元株式会社セガ代表取締役社長でアミューズキャピタル代表取締役社長の中山隼雄。同年5月、キャビアが企画を担当、株式会社スカラベが開発を担当した『ドラマティックサッカーゲーム 日本代表選手になろう!』をエニックスより発売。同年9月にスカラベを子会社化、2005年3月に経営を統合した。2004年、元株式会社セガの石井洋児が経営する株式会社アートゥーンと経営統合された。
旧キャビアは2005年10月に株式会社AQインタラクティブに商号変更され、新たに設立されたキャビアはソフト開発専門の連結子会社となった。2011年4月の取締役会においてAQインタラクティブへの完全吸収が決議され、同年8月に完全吸収された。

## 開発・発売タイトル
| 発売年 | タイトル                                                     | 開発元                          | 発売元                                 | プラットフォーム         | 備考                                                                                  |
| ------ | ------------------------------------------------------------ | ------------------------------- | -------------------------------------- | ------------------------ | ------------------------------------------------------------------------------------- |
| 2002年 | ドラマティックサッカーゲーム日本代表選手になろう!            | スカラベ キャビア               | エニックス                             | PlayStation 2            |                                                                                       |
| 2002年 | From TV animation ONEPIECE ナナツ島の大秘宝                  | サイゴン キャビア               | バンプレスト                           | ゲームボーイアドバンス   |                                                                                       |
| 2003年 | GUN SURVIVOR 4 BIOHAZARD HEROES NEVER DIE                    | キャビア                        | カプコン                               | PlayStation 2            |                                                                                       |
| 2003年 | DRAG-ON DRAGOON                                              | キャビア                        | スクウェア・エニックス                 | PlayStation 2            |                                                                                       |
| 2003年 | 高橋尚子のマラソンしようよ!                                  | キャビア                        | タイトー                               | PlayStation 2            |                                                                                       |
| 2003年 | 仮面ライダー 正義の系譜                                      | アスペクト キャビア             | バンプレスト                           | PlayStation 2            |                                                                                       |
| 2004年 | サッカーライフ!                                              | キャビア                        | バンプレスト                           | PlayStation 2            |                                                                                       |
| 2004年 | 攻殻機動隊 STAND ALONE COMPLEX                               | キャビア                        | ソニー・コンピュータエンタテインメント | PlayStation 2            |                                                                                       |
| 2004年 | ドラゴンボールZ 舞空闘劇                                     | アークシステムワークス キャビア | バンプレスト                           | ゲームボーイアドバンス   |                                                                                       |
| 2005年 | スチームボーイ                                               | シムス キャビア                 | バンダイ                               | PlayStation 2            |                                                                                       |
| 2005年 | サッカーライフ2                                              | キャビア                        | バンプレスト                           | PlayStation 2            |                                                                                       |
| 2005年 | ドラッグオンドラグーン2 封印の紅、背徳の黒                   | キャビア                        | スクウェア・エニックス                 | PlayStation 2            |                                                                                       |
| 2005年 | NARUTO -ナルト- うずまき忍伝                                 | ラクジン キャビア               | バンダイ                               | PlayStation 2            |                                                                                       |
| 2005年 | BEAT DOWN                                                    | スカラベ キャビア               | カプコン                               | PlayStation 2 Xbox       |                                                                                       |
| 2005年 | ドラゴンボールZ 舞空烈戦                                     | アークシステムワークス キャビア | バンダイ                               | ニンテンドーDS           |                                                                                       |
| 2005年 | テトリス ザ・グランドマスターエース                          | アリカ                          | AQインタラクティブ                     | Xbox 360                 |                                                                                       |
| 2006年 | 通信対戦麻雀 闘龍門                                          | 悠紀エンタープライズ            | AQインタラクティブ                     | Xbox 360                 |                                                                                       |
| 2006年 | 実録 鬼嫁日記 ～仕打ちに耐える夫の理不尽体験アドベンチャー～ | ツェナネットワークス            | AQインタラクティブ                     | PlayStation Portable     |                                                                                       |
| 2006年 | ドラゴンクエスト 少年ヤンガスと不思議のダンジョン            | キャビア                        | スクウェア・エニックス                 | PlayStation 2            |                                                                                       |
| 2006年 | WIN BACK2 Project Poseidon                                   | キャビア                        | コーエー                               | PlayStation 2            |                                                                                       |
| 2006年 | ラブ★コン ～パンチDEコント～                                 | アフェクト キャビア             | AQインタラクティブ                     | PlayStation 2            |                                                                                       |
| 2006年 | BULLET WITCH                                                 | キャビア                        | AQインタラクティブ                     | Xbox 360                 |                                                                                       |
| 2006年 | NARUTO -ナルト- 木ノ葉スピリッツ!!                           | ラクジン キャビア               | バンダイナムコゲームス                 | PlayStation 2            |                                                                                       |
| 2006年 | ゼーガペイン XOR                                             | キャビア                        | バンダイナムコゲームス                 | Xbox 360                 |                                                                                       |
| 2006年 | ゼーガペイン NOT                                             | キャビア                        | バンダイナムコゲームス                 | Xbox 360                 |                                                                                       |
| 2007年 | はじめの一歩 レボリューション                                | グランプリ キャビア             | AQインタラクティブ                     | Wii                      |                                                                                       |
| 2007年 | フェイト/タイガーころしあむ                                  | ピラミッド キャビア             | カプコン                               | PlayStation Portable     |                                                                                       |
| 2007年 | アルカナハート                                               | エコールソフトウェア            | AQインタラクティブ                     | PlayStation 2            |                                                                                       |
| 2007年 | アナタヲユルサナイ                                           | ツェナネットワークス            | AQインタラクティブ                     | PlayStation Portable     |                                                                                       |
| 2007年 | バイオハザード アンブレラ・クロニクルズ                      | キャビア                        | カプコン                               | Wii                      |                                                                                       |
| 2008年 | Fate/unlimited codes                                         | エイティング キャビア           | カプコン                               | アーケード PlayStation 2 |                                                                                       |
| 2008年 | ウチ釣りッ! バスフィッシング                                 | キャビア                        | セガ                                   | Wii                      |                                                                                       |
| 2008年 | 頭文字D Extreme Stage                                        | キャビア                        | セガ                                   | PlayStation 3            |                                                                                       |
| 2008年 | KORG DS-10                                                   | キャビア コルグ                 | セガ                                   | ニンテンドーDS           |                                                                                       |
| 2008年 | フェイト/タイガーころしあむ アッパー                         | ピラミッド キャビア             | カプコン                               | PlayStation Portable     |                                                                                       |
| 2008年 | ひぐらしデイブレイク Portable                                | ツェナネットワークス キャビア   | 加賀クリエイト                         | PlayStation Portable     |                                                                                       |
| 2009年 | 涼宮ハルヒの並列                                             | シェード キャビア               | セガ                                   | Wii                      |                                                                                       |
| 2009年 | 涼宮ハルヒの直列                                             | シェード キャビア               | セガ                                   | ニンテンドーDS           |                                                                                       |
| 2010年 | バイオハザード ダークサイド・クロニクルズ                    | キャビア                        | カプコン                               | Wii                      |                                                                                       |
| 2010年 | ニーア ゲシュタルト                                          | キャビア                        | スクウェア・エニックス                 | Xbox 360                 |                                                                                       |
| 2010年 | ニーア ゲシュタルト/レプリカント                             | キャビア                        | スクウェア・エニックス                 | PlayStation 3            | 日本では『ニーア レプリカント』 北米・欧州・豪州では『ニーア ゲシュタルト』として発売 |

## 開発協力タイトル
ニンテンドーDS用ソフト
- DEATH NOTE 〜Lを継ぐ者〜
- L the proLogue to DEATH NOTE -螺旋の罠-